# Live in New York
Live in New York uživo je album makedonskog rock/jazz sastava Leb i sol, koji izlazi 1995. godine, a objavljuje ga diskografska kuća 'Third Ear Music'.
U svibnju 1991. godine odlaze u Sjedinjene Države, New York, gdje u klubu 'CBGB' održavaju koncert, a materijal objavljuju 1995. godine na CD-u Live in New York. Na albumu se nalaze zapisi sa studijskih proba, snimke skladbe "Blagoslov" iz Makedonske pravoslavne crkve u Torontu, glazbenu temu "Going back to Skoplje" (snimljena u pokretnom studiju u Torontu) i obrada narodne pjesme "Uči me majko, karaj me", koja je snimljena u Skoplju u listopadu 1991. godine.
Na američku i kanadsku turneju odlaze u sastavu Vlatko Stefanovski, Bodan Arsovski, Nikola Dimuševski i Dragoljub Đuričić.

## Popis pjesama
1. "The Big City"
2. "Si zaljubiv edno mome"
3. "Jovano Jovanke"
4. "Uči me majko, karaj me..."
5. "Blagoslov"
6. "Bistra nova"
7. "Rainy Night in N.Y.C"
8. "Aber dojde donke"
9. "Going Back to Skopje"

## Izvođači
- Vlatko Stefanovski - vokal, gitara
- Bodan Arsovski - bas gitara
- Nikola Dimuševski - klavijature
- Dragoljub Đuričić - bubnjevi

## Vanjske poveznice
- Rateyourmusic - Recenzija albuma